# Julien Ernest Allard
Julien Ernest Alexis Allard (Nismes, 9 juli 1912 - Charleroi, 9 januari 1999) was een Belgisch politicus. Hij was burgemeester van Nismes en Belgisch volksvertegenwoordiger en senator.

## Levensloop
Ernest Allard stamde uit een familie die al heel wat generaties in Nismes woonde. Zijn onmiddellijke voorvaders waren er actief als schoenmaker of klompenmaker. Hij was de zoon van Amand Allard (1879-1950) en Alice Jacmart (1885-1960). Zelf trouwde hij met Irène Garin en ze kregen vier zoons.
Ernest Allard werd in februari 1947 burgemeester van Nismes. Hij werd ook verkozen tot provincieraadslid in de provincie Namen (1946-1958) en werd gedeputeerde (1950-1954).
In 1958 werd hij opnieuw burgemeester, hetgeen hij bleef tot aan de fusie van de gemeente in januari 1977 met verschillende andere gemeenten, om de nieuwe entiteit Viroinval te vormen.
Voor de Parti social chrétien werd hij volksvertegenwoordiger voor het arrondissement Dinant-Philippeville (1958-1968). Hij werd vervolgens tot provinciaal senator verkozen (1968-1971).